# Ulam-Buriash

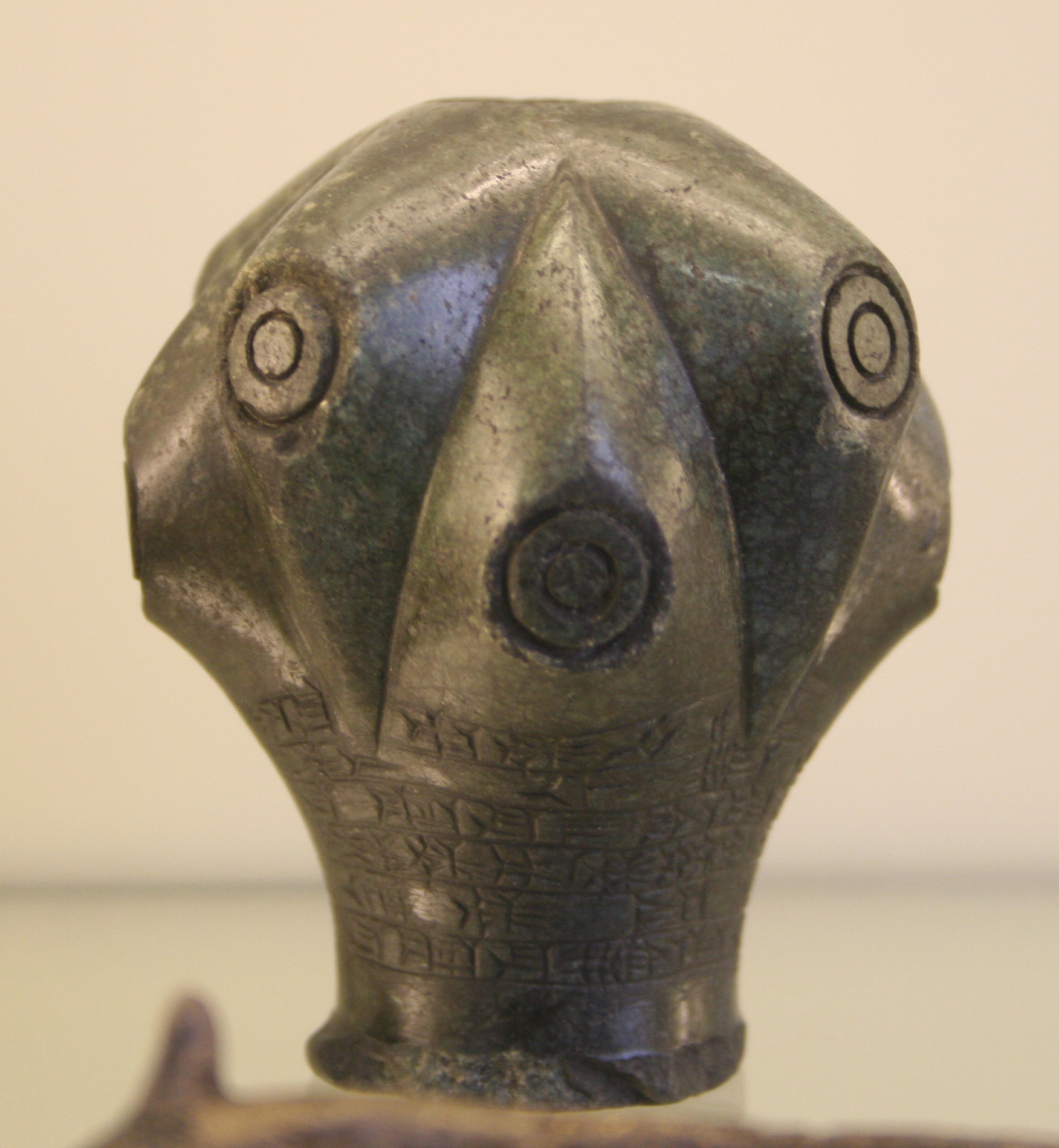
Tête de masse d'armes en serpentine au nom d'Ula-Bu(ra)riash. Musée de Pergame.

Ulam-Buriash ou Ula-Burariash, fils de (la divinité kassite) Buriash; est un membre de la dynastie kassite de Babylone, qui a vécu vers le début du XVe siècle av. J.-C. Il n'y a aucune indication claire qu'il ait été roi de Babylone, même s'il a apparemment occupé un rôle important.
Selon la Chronique des rois anciens, rédigée bien après son règne, il est le frère du roi Kashtiliash III. Cette même chronique rapporte qu'il a profité de la fuite en Élam du roi du Pays de la Mer, Ea-gamil, qui dominait auparavant le sud de la Babylonie, pour s'emparer de ses possessions. Les conditions de cet événement restent non expliquées en raison d'une lacune de la chronique, notamment les raisons de la fuite d'Ea-gamil, l'hypothèse la plus vraisemblable étant qu'elle fasse suite à un conflit avec Babylone. Une inscription sur une tête de massue d'Ulma-Buriash, appelé là Ula-Burariash, indique qu'il a porté le titre de « Roi du Pays de la Mer ». Une autre inscription à son nom a été mise au jour en Arménie, sur le site de Metsamor. 
On sait par la Chronique des rois anciens que le fils et successeur de Kashtiliash, Agum III, devenu roi de Babylone, entreprend une nouvelle expédition dans le Pays de la Mer, ce qui implique que les conquêtes d'Ulam-Buriash n'aient pas été suffisantes pour assurer la domination de cette région, ou bien que ce dernier (ou un successeur) se soit révolté. 